# Kamov Ka-226
Kamov Ka-226 "Sergej"  (NATO oznaka Hoodlum) je lahko dvomotorni večnamenski helikopter s koaksialnimi rotorji. Prvič je poletel 4. septembra 1997 in vstopil v uporabo leta 2002. Posebnost pri Ka-226 je, da se da spremeniti zadnji del trupa glede na namen uporabe. Poganjata ga dva turbogredna motorja Turbomeca Arrius. Predlagana je bila tudi različica s Rolls-Royce motorji.
Ka-226 je razvit iz batno gnanega Kamov Ka-26.
.

## Specifikacije Ka-226A)
- Posadka: 2
- Kapaciteta: 9 potnikov
- Tovor: 1400kg v notranjosti ali 1500kg na zunanju+i kljuki
- Dolžina: 8,1 m (25 ft 7 in)
- Premer glavnega rotorja: 2× 13 m (42 ft 8 in)
- Višina: 4,15 m (13 ft 7 in)
- Gros teža: 3400 kg (7496 lb)
- Motor: 2 × Turbomeca Arrius 2G1, 335 kW (450 KM) vsak

- Maks. hitrost: 205 km/h (127 mph)
- Potovalna hitrost: 195 km/h (121 mph)
- Dolet: 600 km (372 milj)
- Višina leta (servisna): 6200 m (20300 ft)